# Psychotria guerkeana
La Psychotria guerkeana és una espècie de plantes amb flor del gènere Psychotria de la família Rubiàcia descrita per Karl Moritz Schumann.
Aquest arbust o arbre petit és endèmic de São Tomé i Príncipe.